# Museo Aeroespacial de la Fuerza Aérea Boliviana
El Museo Aeroespacial de la Fuerza Aérea Boliviana es un museo de aviación ubicado en el Aeropuerto Internacional de El Alto en El Alto en el Departamento de La Paz, Bolivia.

## Historia
En 1958, Amalia Villa de la Tapia comenzó a adquirir artefactos relacionados con la historia de la aviación en Bolivia y estos formaron la génesis de la Colección Histórica de la Fuerza Aérea Boliviana. El historiador Ramiro Molina Alanes asumió como curador de la colección en 1985. A partir de 2001 se instaló en el cuartel general de la fuerza aérea.
Sin embargo, el museo se trasladó a una nueva ubicación en el Aeropuerto Internacional de El Alto en 2015.

## Colección de aeronaves
| Aeronaves pertenecientes al Museo Aeroespacial de la Fuerza Aérea Boliviana ordenados por antigüedad | Aeronaves pertenecientes al Museo Aeroespacial de la Fuerza Aérea Boliviana ordenados por antigüedad | Aeronaves pertenecientes al Museo Aeroespacial de la Fuerza Aérea Boliviana ordenados por antigüedad | Aeronaves pertenecientes al Museo Aeroespacial de la Fuerza Aérea Boliviana ordenados por antigüedad | Aeronaves pertenecientes al Museo Aeroespacial de la Fuerza Aérea Boliviana ordenados por antigüedad | Aeronaves pertenecientes al Museo Aeroespacial de la Fuerza Aérea Boliviana ordenados por antigüedad |
| Matrícula                                                                                            | Fotografía                                                                                           | Tipo de aeronave                                                                                     | Año de llegada a Bolivia                                                                             | Año de retiro del servicio en Bolivia                                                                | País de origen                                                                                       |
| --- | --- | --- | --- | --- | --- |
| FAB-016                                                                                              | | Stearman C3R/PT-17 Kaydet                                                                            | 1942                                                                                                 | 1958                                                                                                 | Estados Unidos                                                                                       |
| FAB-362                                                                                              | | North American T-6D Texan                                                                            | 1943                                                                                                 | 1990                                                                                                 | Estados Unidos                                                                                       |
| TAM-016                                                                                              | | Douglas C-47 Skytrain                                                                                | 1945                                                                                                 | 1997                                                                                                 | Estados Unidos                                                                                       |
| FAB-411                                                                                              | | North American T-28A Trojan                                                                          | 1965                                                                                                 | 1988                                                                                                 | Estados Unidos                                                                                       |
| FAB-740                                                                                              | | Aerospatiale HB315B Lama                                                                             | 1975                                                                                                 | 2006                                                                                                 | Francia                                                                                              |
| FAB-747                                                                                              | | Aerospatiale 3160 Alouette III                                                                       | 2007                                                                                                 | 2017                                                                                                 | Francia                                                                                              |
| FAB-103                                                                                              | | BAe 146-200                                                                                          | | | Reino Unido                                                                                          |
| FAB-921                                                                                              | | Beechcraft VT-34A Mentor                                                                             | | | Estados Unidos                                                                                       |
| FAB-700                                                                                              | | Bell UH-1H Iroquois                                                                                  | | | Estados Unidos                                                                                       |
| FAB-140                                                                                              | | Cessna 152                                                                                           | | | Estados Unidos                                                                                       |
| FAB-301                                                                                              | | Cessna U206G Caravan                                                                                 | | | Estados Unidos                                                                                       |
| FAB-72                                                                                               | | Convair 580                                                                                          | | | Estados Unidos                                                                                       |
| TAM-90                                                                                               | | Fokker F.27-400M Troopship                                                                           | | | Países Bajos                                                                                         |
| TAM-80                                                                                               | | IAI 201 Arava                                                                                        | 1976                                                                                                 | 2016                                                                                                 | Israel                                                                                               |
| FAB-XO2                                                                                              | | Lancair 360                                                                                          | | | Estados Unidos                                                                                       |
| TAM-001                                                                                              | | Lockheed L-188A Electra                                                                              | | | Estados Unidos                                                                                       |
| FAB-636                                                                                              | | Lockheed T-33A-F                                                                                     | | | Estados Unidos                                                                                       |
| FAB-503                                                                                              | | Neiva N 621 (T-25) Universal                                                                         | | | Brasil                                                                                               |
| FAB-452                                                                                              | | Pilatus PC-7 Turbo Trainer                                                                           | | | Suiza                                                                                                |
| FAB-028                                                                                              | | Rockwell 690 Turbo Commander                                                                         | | | Estados Unidos                                                                                       |
| FAB-161                                                                                              | | Uirapuru T-23 Zarapa                                                                                 | | | Brasil                                                                                               |

- Aérospatiale Alouette III[2]
- Aerotec T-23 Uirapuru[2]
- BAe 146-200[2]
- Beechcraft VT-34A Mentor[2]
- Bell UH-1H Iroquois[2]
- Cessna 152[2]
- Cessna U206G Caravan[2]
- Convair 580[2]
- Douglas C-47 Dakota[2]
- Fokker F27-400M Troopship[2]
- Helibras HB 315B Gaviao[2]
- IAI 201 Arava[2]
- Lancair 360[2]
- Lockheed C-130A Hercules[cita requerida]
- Lockheed L-188A Electra[2]
- Lockheed T-33A[2]
- Neiva T-25 Universal[2]
- North American T-6D Texan[2]
- North American T-28A Trojan[2]
- Pilatus PC-7[2]
- Rockwell 690 Turbo Commander[2]
- Stearman PT-17 Kaydet[2]